# 不思議の国でアリスと -Dive in Wonderland-
『不思議の国でアリスと -Dive in Wonderland-』（ふしぎのくにでアリスと ダイブインワンダーランド）は、2025年8月29日公開予定の日本のアニメ映画。
原作はルイス・キャロルの小説『不思議の国のアリス』で、日本国内では初となる劇場アニメ化作品であり、同時に松竹とTBSホールディングスが資本業務提携に合意して以来、初めての共同幹事作品となる。

## あらすじ
就職活動といった苦労が多い大学生の安曇野りせは招待状に従い「不思議の国」に行く。りせはそこで出会ったアリスと旅をする。

## 登場人物

### 主要人物
安曇野りせ
声 - 原菜乃華
アリス
声 - マイカ・ピュ

### ワンダーランドの住人
マッドハッター
声 - 山本耕史
三月ウサギ
声 - 八嶋智人
ハンプティダンプティ
声 - 小杉竜一（ブラックマヨネーズ）
白ウサギ
声 - 山口勝平
チェシャ猫
声 - 森川智之
青虫
声 - 山本高広
トゥイードルダム
声 - 木村昴
トゥイードルディー
声 - 村瀬歩
ヤマネ
声 - 小野友樹
役名不明
声 - 花江夏樹
ハートの女王
声 - 松岡茉優

### 現実世界
浦井洸
声 - 間宮祥太朗
安曇野文子
声 - 戸田恵子

## スタッフ
- 原作 - ルイス・キャロル『不思議の国のアリス』
- 監督 - 篠原俊哉[1][2]
- 脚本 - 柿原優子[1][2]
- 音楽 - コトリンゴ[5][7][9]
- 主題歌 - SEKAI NO OWARI「図鑑」（ユニバーサル ミュージック）[6][8]
- プロデューサー - 田坂秀将、斎藤朋之[1][2]
- キャラクター原案 - 髙田友美、鈴木純、木野花ヒランコ[5][7][9]
- キャラクターデザイン - 川面恒介、藤嶋未央[5][7][9]
- 作画監督 - 関口可奈味、川面恒介[5][7][9]
- コンセプトデザイン - 新井清志[5][7][9]
- 美術監督 - 秋山健太郎[5][7][9]
- 撮影監督 - 並木智[5][7][9]
- 色彩設計 - 田中美穂[5][7][9]
- 3D監督 - 鈴木晴輝[5][7][9]
- 編集 - 髙橋歩[5][7][9]
- 音響監督 - 山田陽[5][7][9]
- 音響効果 - 山谷尚人[5][7][9]
- 音響制作 - サウンドチーム・ドンファン[7][9]
- アニメーション制作 - P.A.WORKS[1][2]
- 配給 - 松竹[1][2]
- 製作幹事 - 松竹、TBSテレビ[1][2]
- 製作 -「不思議の国でアリスと」製作委員会[7]

## コミカライズ
2025年7月1日より、「コミックNewtype」（KADOKAWA）にて漫画版が配信された。作画はえの、ネーム構成はあやめゴン太、制作はstudio HEADLINEが担当。